# Museo Judío Fausto Levi
El Museo Judío Fausto Levi, con una sinagoga contigua, se encuentra en via Camillo Benso Conte di Cavour 43 en Soragna, en la provincia de Parma.
El museo es parte de la Asociación de Castillos del Ducado de Parma, Piacenza y Pontremoli.

## Historia
Hacia 1980 la Comunidad judía de Parma decidió reunir en un museo los preciados muebles y objetos sagrados pertenecientes a las ocho comunidades parmesanas, la mayoría de las cuales han desaparecido. La elección del lugar de exposición recayó sobre un edificio utilizado desde principios del siglo XVII como sinagoga y sede de la comunidad judía soragnesa, debido a la posición geográfica de la ciudad con respecto a las antiguas comunidades de Borgo San Donnino, Busseto, Colorno, Cortemaggiore, Fiorenzuola d'Arda, Monticelli d'Ongina y la propia Soragna.
El edificio fue completamente restaurado y, al término de las obras en 1981, el museo fue inaugurado por el presidente de la Comunidad Judía de Parma, Fausto Levi, de quien fue posteriormente el museo nombrado.

## Itinerario de la exposición
El recorrido expositivo se desarrolla en los dos primeros niveles del edificio; en la planta baja se encuentran las tres primeras salas, mientras que en la primera planta se encuentra la sala de las sinagogas desaparecidas y la actual sinagoga.

### Salón de la historia
La primera sala describe, a través de originales y copias de manuscritos antiguos, la historia del pueblo judío desde sus orígenes, centrándose en particular, gracias a documentos del siglo XVIII, sobre la comunidad parmesana.
La sala, gracias a su gran tamaño, también se utiliza igualmente como foro de conferencias.

### Salón de las tradiciones
La sala está dedicada a la vida de una familia judía, con respecto a la práctica religiosa cotidiana; se exhiben diversos objetos y muebles de uso doméstico, entre ellos una mesa preparada una fiesta sagrada, una silla de Elías del siglo XIX utilizada para las circuncisiones, libros de oraciones, dos retratos que datan de finales del siglo XIX y algunas antiguas mezuzot.

### Salón de la Shoah
En la sala se describen, a través de paneles y numerosos objetos de los campos de exterminio nazis, las persecuciones provocadas por las leyes raciales fascistas y las deportaciones sufridas por las familias judías parmesanas durante el Holocausto; los escaparates también exhiben algunas prendas que pertenecieron a Samuel Spritzman, un sobreviviente de los campos de concentración.

### Salón de las sinagogas desaparecidas

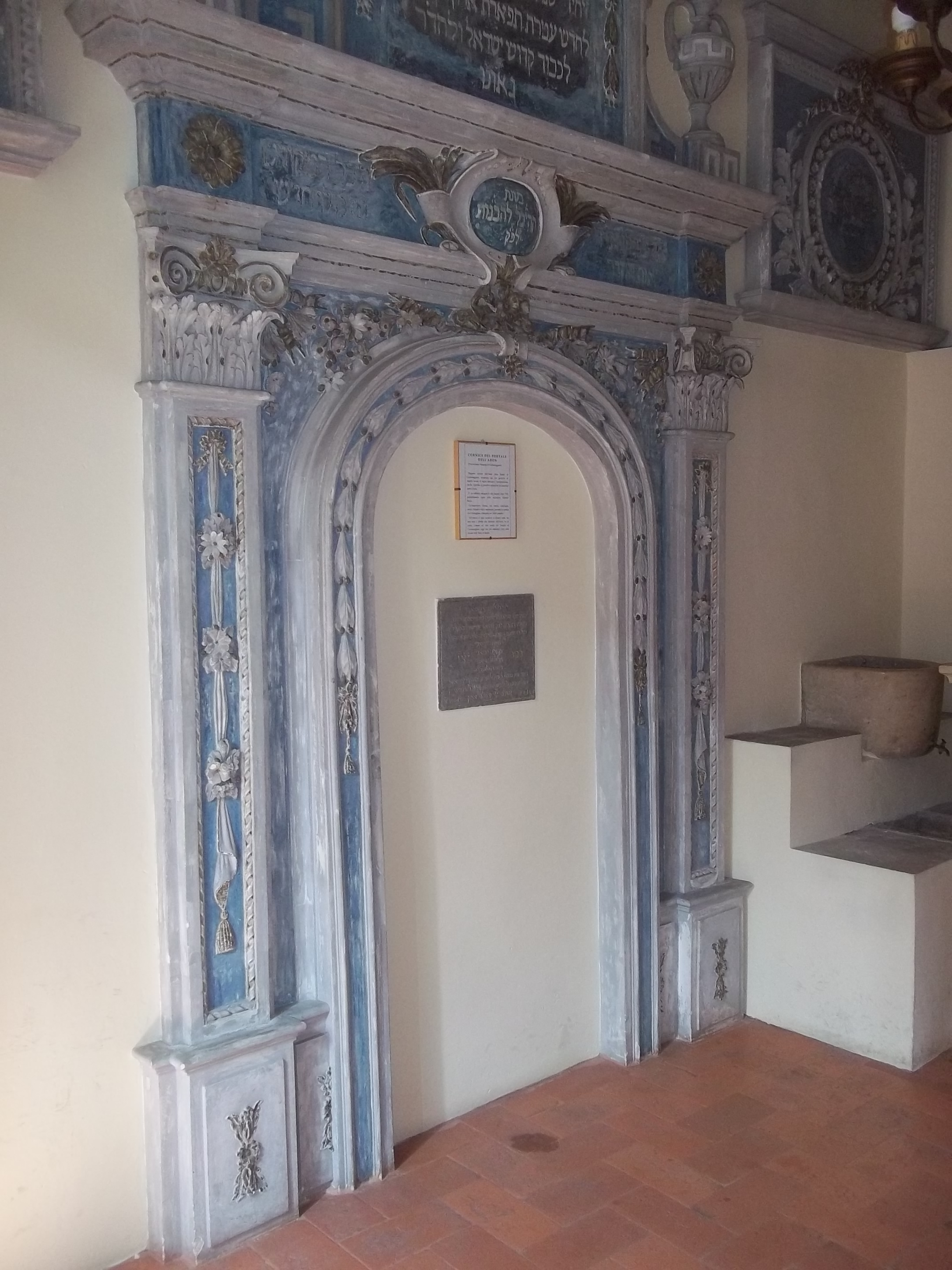
Marco del Aron de Cortemaggiore en la sala de las sinagogas desaparecidas

La sala alberga algunos muebles de las comunidades judías desaparecidas, que incluyen:
- una valiosa chimenea del siglo XVII, con una campana preciosamente decorada con altos relieves de estuco que representan el Sacrificio de Isaac, procedente de la residencia del rabino de Cortemaggiore;
- un lavabo antiguo para la Netilat Yadaim ;
- la cornisa esculpida y pintada del portal del aron de Cortemaggiore;
- varias fotos de época de las sinagogas desaparecidas de Busseto, Fiorenzuola y Cortemaggiore;
- algunas ropas sagradas para las oraciones.[7]

### Sinagoga

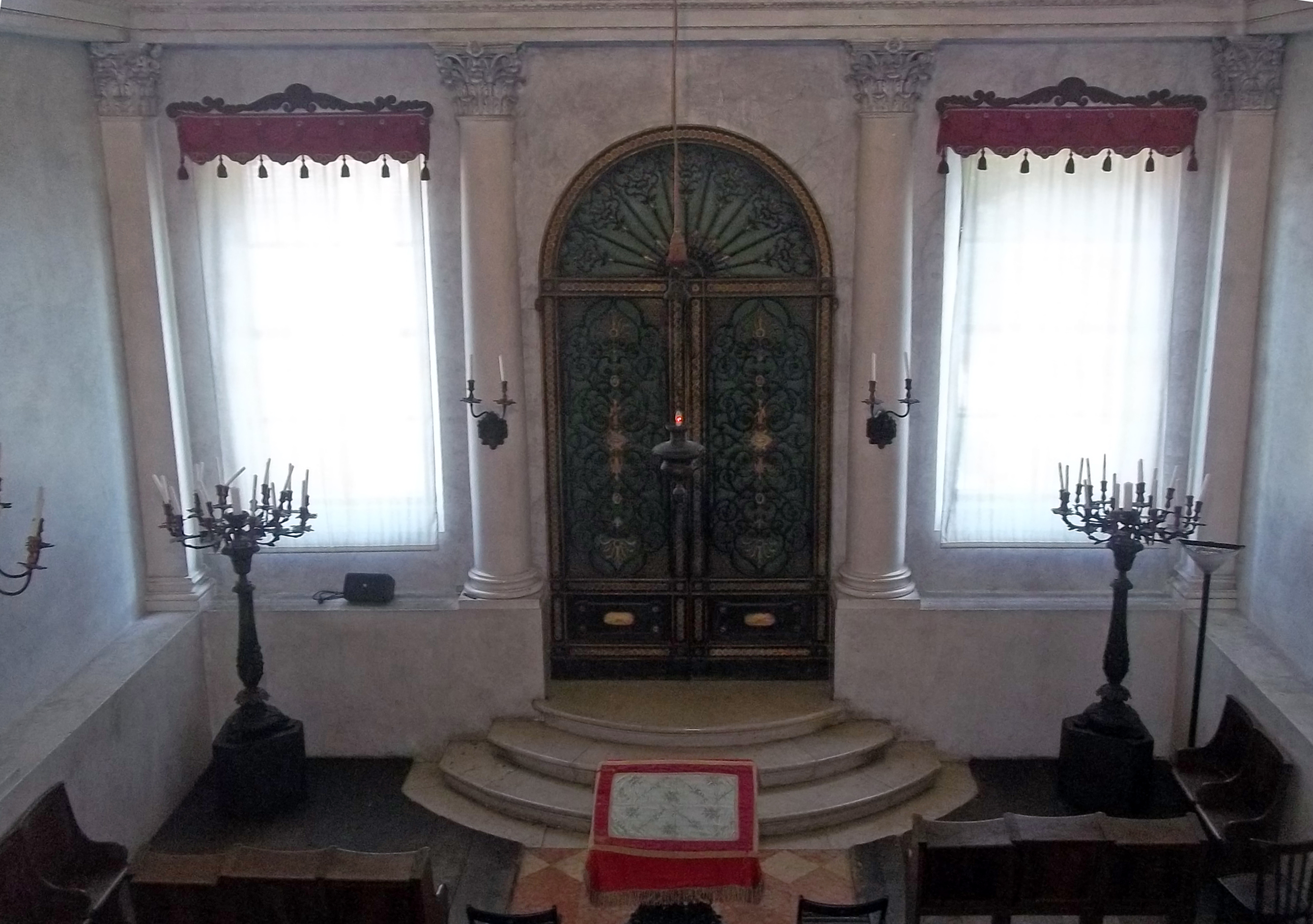
Sinagoga

La sinagoga neoclásica, que data de 1855, está precedida por el vestíbulo, donde se colocan los objetos más preciados del museo:
- algunos rollos de la Torá, que datan del período de tiempo de entre 1594 y 1803;[3]
- mantos y bandas de brocado;
- puntas y coronas;
- rollos antiguos del Libro de Ester ;
- un Sidur del siglo XVIII.[8]

El matroneo en el piso superior conserva ocho Ketubots finamente decorados, que datan de finales del siglo XVIII y principios del XIX.

### Cementerio
El cementerio judío de Argine completa el itinerario expositivo; originalmente ubicado dentro de la ciudad, fue reconstruido en 1839 fuera del poblado; la tumba más antigua data de 1854.